# Star Wars: Knights of the Old Republic II: The Sith Lords
Star Wars: Knights of the Old Republic II: The Sith Lords (SW KOTOR II TSL) is een Computer Role Playing Game ontwikkeld door Obsidian Entertainment en uitgegeven door LucasArts in Europa op 11 februari 2005. Het spel is uitgegeven voor Windows en Xbox.

## Verhaal
Het spel speelt zich 5 jaar na Knights of the Old Republic af. In deze tijd zijn bijna alle Jedi gedood door de Sith. Tijdens deze periode strandt de Ebon Hawk op een verlaten mijnfaciliteit, waar een reis begint met een aantal oude bekenden en nieuwe gezichten om de Sith te stoppen. Elke keuze beïnvloedt de speler en de AI en leeft naar de Duistere Kant of Lichte Kant toe. Men moet naar 5 verschillende planeten en 2 manen (Dxun, Nar Shaddaa, Peragus II, Telos IV, Dantooine, Korriban, Onderon) vliegen om de Galactische Republiek te helpen of te verhinderen, en de geschiedenis van zowel de speler als de andere personages die met de speler mee zullen reizen te ontrafelen. Op een aantal van deze planeten zal de speler een aantal van de laatst overgebleven Jedi Meesters ontmoeten, die de speler duidelijk zullen proberen te maken waarom de gebeurtenissen rond je verbanning hebben plaatsgevonden. Dood alle nog levende Jedi Meesters (slecht) of haal ze over om samen tegen de Sith te strijden (goed). Uiteindelijk zal de speler het op moeten nemen tegen een oude vijand die uit een onverwachte hoek zal komen.

## Personages
Meetra Surik/Jedi Exile (hoofdpersonage)
De Jedi Exile is de hoofdpersoon, die de speler opnieuw zelf mag samenstellen, is een Jedi die verbannen is uit de Jedi Orde na deelgenomen te hebben aan de Mandaloriaanse Oorlog, een aantal jaar voor de huidige gebeurtenissen. De Jedi zoekt naar antwoorden op zijn/haar vragen over deze verbanning en probeert orde te scheppen in de chaos, hetzij goed of slecht. De zoektocht lijkt ten einde als de Jedi terugkeert naar het slagveld van de Oorlog, maar nieuwe vragen rijzen uit de antwoorden van de eerdere problemen.
De speler controleert dit personage direct na de intro, of aan het begin van het spel, als de speler besluit de intro over te slaan. Tijdens het verloop van het verhaal kan de speler zich aanwenden aan de Lichte Kant, of aan de Duistere Kant, wat resulteert in twee verschillende eindes. Nieuw is het gegeven om bevriend met je teamgenoten te raken en zo hún verleden uit te spitten en zo niet alleen wat meer te weten te komen over hun geschiedenis, maar ook over die van jezelf. Sommigen zijn zelfs in staat je bepaalde trucjes aan te leren.
Hoewel de speler zelf mag beslissen of de Jedi Exile een man of een vrouw is, is het in andere Star Wars media officieel bevestigd dat de Jedi Exile een vrouw is. Haar echte naam wordt nooit echt onthuld in het spel, als gevolg dat de speler zelf de naam mag bepalen, maar in het boek Star Wars: The Old Republic: Revan is voor het eerst officieel bevestigd de echte naam van de Jedi Exile Meetra Surik is.
Atton Rand
Attond 'Jaq' Rand was een elite-soldaat in het leger van de Republic tijdens de Mandaloriaanse Oorlog, maar vecht onder het bewind van Darth Revan mee aan de kant van de Sith. Hij wordt getraind tot een elite-Jedi jager, en voert dit beroep een periode uit, totdat hij een vrouwelijke Jedi gevangenneemt die hem vertelt dat ook hij Krachtgevoelig is. Om niet opgeleid te worden tot een Dark Jedi/ Sith verlaat Atton het leger en duikt onder op Nar Shaddaa, waar hij na verloop van tijd een smokkelaar wordt.
De speler ontmoet Atton vrij snel na het begin van het spel, waar hij/zij Atton opgesloten vindt. Hij is daar terechtgekomen nadat hij gepakt werd door de beveiliging van Peragus II. Hij doet zich redelijk arrogant voor, maar naarmate het hoofdpersonage meer bevriend met Atton raakt, zal de speler zien dat hem meer dwarszit dan hij zich doet voorkomen.
T3-M4
T3-M4 is een redelijk kleine Astromech-droid die de Ebon Hawk heeft weten te redden en heeft kunnen laten landen op Peragus II. Hij blijkt een vast lid van de bemanning van de Ebon Hawk te zijn, aangezien de droid een compagnon van Revan, die voor de speler eigenaar van de Ebon Hawk was.
De speler begint het verhaal met T3-M4, tijdens de intro, waarin de speler bekend wordt met de besturing van het spel. Als de speler besluit de intro over te slaan ontmoet de speler T3-M4 tijdens zijn/haar zoektocht door Peragus II.

## Voice-Acteurs Personages
| Naam                          | Acteur            |
| ----------------------------- | ----------------- |
| Kreia/Darth Kreia/Darth Traya | Sara Kestelman    |
| Carth Onasi                   | Raphael Sbarge    |
| Darth Malak                   | Rafael Ferrer     |
| Mandalore                     | John Cygan        |
| HK-47/HK-50                   | Kristoffer Tabori |
| Brianna, the Last Handmaiden  | Grey DeLisle      |
| Visas Marr                    | Kelly Hu          |
| Mira                          | Emily Berry       |
| Mical, the Disciple           | Greg Ellis        |
| Bao-Dur                       | Roger G. Smith    |
| Atton Rand                    | Nicky Katt        |
| G0-T0                         | Daran Norris      |
| Darth Sion                    | Louis Mellis      |
| Atris                         | Elizabeth Rider   |

## Ontvangst
| Beoordeeld door             | Jaar | Platform | Score |
| --------------------------- | ---- | -------- | ----- |
| Game industry News (GiN)    | 2005 | Windows  | 100%  |
| PC Action                   | 2005 | Windows  | 91%   |
| Computer Gaming World (CGW) | 2005 | Windows  | 90%   |
| X-Power                     | 2005 | Xbox     | 90%   |
| GameStar (Duitsland)        | 2005 | Windows  | 88%   |
| RPGFan                      | 2009 | Xbox     | 87%   |
| 4Players.de                 | 2005 | Xbox     | 82%   |
| Games Finder                | 2012 | Windows  | 80%   |
| ActionTrip                  | 2005 | Windows  | 73%   |
| PlayDevil                   | 2005 | Xbox     | 70%   |

## Trivia
- Het spel is opgenomen in het boek 1001 Video Games You Must Play Before You Die van Tony Mott.